# Le Merzer
Le Merzer (tiếng Breton: Ar Merzher) là một xã của tỉnh Côtes-d’Armor, thuộc vùng Bretagne, tây bắc Pháp.

## Dân số
Người dân ở Le Merzer được gọi là Merzeriens.